# 절대절망소녀 단간론파 Another Episode
《단간론파 Another Episode》(일본어: 絶対絶望少女 ダンガンロンパ Another Episode)는 스파이크 춘소프트가 개발한 《단간론파 시리즈》 의 팬게임이다. 게임 제작자 “린유즈” 가 제작한 1인제작 게임이며 《단간론파》의 스핀오프 작품으로, 《단간론파 희망의 학교와 절망의 고교생》과 《슈퍼 단간론파 2: 안녕히 절망학원》 사이의 이야기를 다룬다.